# Acroceratitis flava
Acroceratitis flava es una especie de insecto del género Acroceratitis de la familia Tephritidae del orden Diptera.

## Historia
Premlata y Singh la describieron científicamente por primera vez en el año 1988.